# Флаг Арбата
Флаг внутригородского муниципального образования Арба́т в Центральном административном округе города Москвы Российской Федерации.
Флаг утверждён 5 октября 2004 года и внесён в Геральдический реестр города Москвы с присвоением регистрационного номера ?.

## Описание
«Флаг муниципального образования Арбат представляет собой двустороннее, прямоугольное полотнище с соотношением сторон 2:3.
В центре жёлтого полотнища помещено изображение голубой капители ионического стиля, с поставленной на неё раскрытой рукописной книгой, с красным переплётом и белыми страницами; под капителью — изображение обращённой вверх голубой кисти с красной ручкой, перекрещённой с белым гусиным пером с голубой окантовкой, обращённым вниз. Габаритные размеры изображений составляют 11/24 длины и 13/16 ширины полотнища».

## Обоснование символики
Жёлтый цвет полотнища символизирует песчаную основу местности.
Капитель ионического стиля символизирует духовное богатство Арбата, его культуры, архитектуры и истории.
Раскрытая рукописная книга символизирует богатую историю местности, напоминает ряд высотных домов Нового Арбата, а также Московский дом книги. Заполненная и чистая страницы рукописной книги символизируют живое движение истории.
Перекрещённые кисть и перо символизируют многих писателей, поэтов, художников и других людей искусства, на протяжении долгих лет избиравших Арбат местом жительства и творчества.